# Navis (Gemeinde Navis)
Navis (Navis Dorf) ist ein Ort im Navistal in Nordtirol, und gehört zur Gemeinde Navis im Bezirk Innsbruck-Land, Bundesland Tirol. Formaler Hauptort der Gemeinde ist die Ortschaft Unterweg.

## Geographie

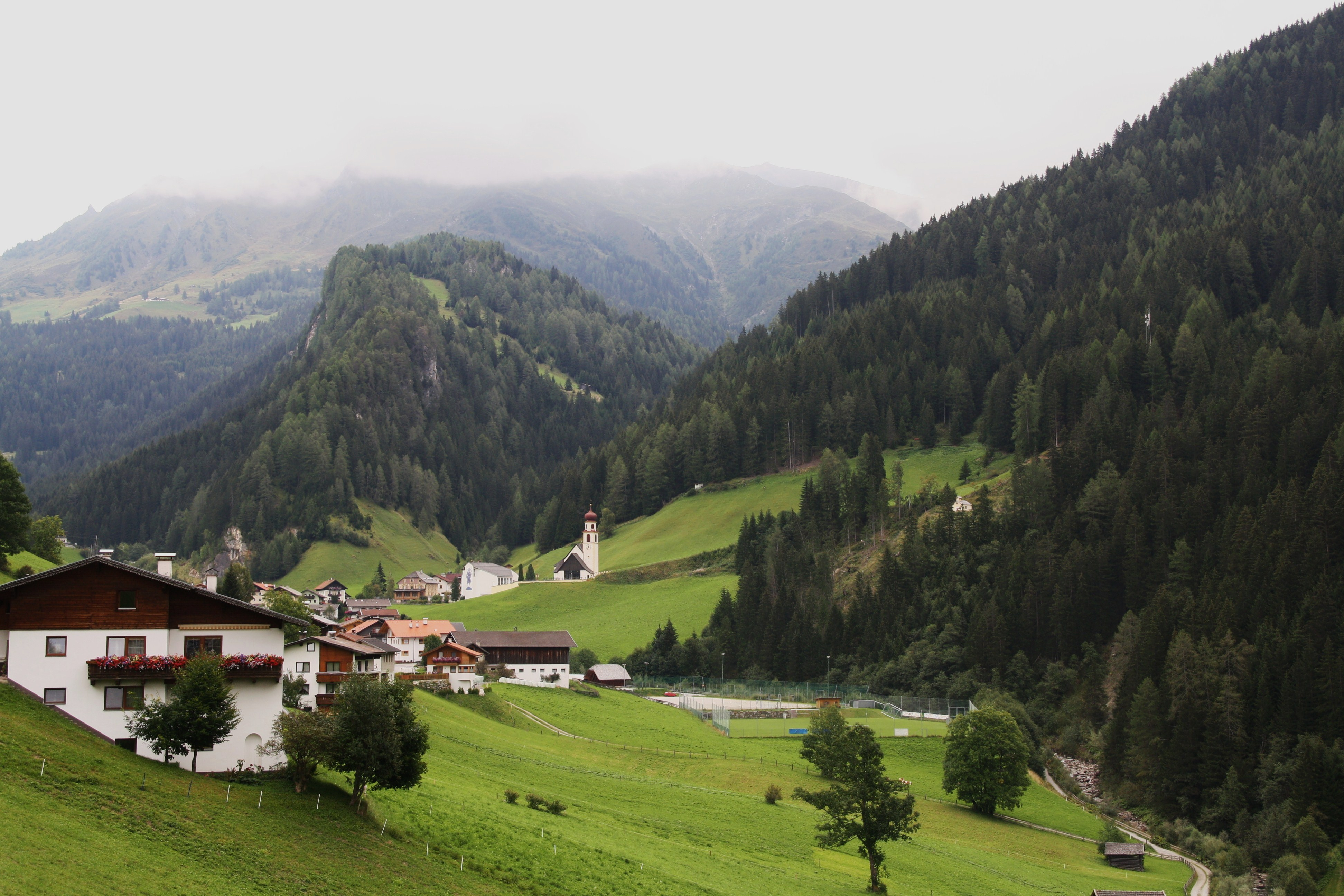
Navistal, von Unterweg aus taleinwärts gegen Navis Dorf

Navis liegt im mittleren Talgrund auf ca. 1340 m ü. A., dort, wo sich hinteres Navistal – die Talung des oberen Navisbachs – und das Weitichbachtal teilen.
Der Ort umfasst knapp 25 zerstreute Häuser, 15 davon bilden die eigentliche ortüblich Navis Dorf genannte Ansiedlung.
| Schranzer |                                             | Häuserer |
| Kohlstatt | Kompassrose, die auf Nachbargemeinden zeigt |          |
|           |                                             |          |

## Geschichte
Navis wird ersturkundlich im Jahr 1177 als „Nauisse“ in einer Besitzbestätigungsurkunde von Papst Alexander III. für das Benediktinerkloster Biburg genannt.
Der Ursprung von „Navis“ ist umstritten; der Name wird meist auf die Ausgangsform *Navisia zurückgeführt, dem vorrömisch *nava (‚Ebene, die von Geländeerhebungen gesäumt ist‘, ‚Tallage‘) zugrunde liegt.
Durch Funde von Münzen im vorderen Ortsteil konnte sogar die Anwesenheit von Römern nachgewiesen werden.
Das Navistal diente lange als Weide- und Almgebiet und wurde erst im 13. Jahrhundert dauerbesiedelt. Einer der erfolgreichsten Kirchenarchitekten Tirols – Franz de Paula Penz (1707–1772) wurde als Bauernsohn in Navis geboren. Außerdem ist das Kirchlein St. Katharina mit der Burgruine Aufenstein am Taleingang bekannt für seine alten Fresken.
Der inoffizielle Beinamen der Ortschaft "Tal der Liebe" entstand, als viele pestgeplagte Innsbrucker auf ihrer Flucht in dem Tal aufgenommen wurden.

## Infrastruktur und Sehenswürdigkeiten
- Pfarrkirche hl. Christoph (Neue Pfarrkirche)
- Filialkirche hl. Christophorus (Alte Pfarrkirche),  mit Aufbahrungshalle und Friedhof
- Lourdeskapelle, über dem Ort
- Widum (Pfarrhaus), denkmalgeschützt
- Kriegerdenkmal, denkmalgeschützt
- Altes Gemeindehaus, denkmalgeschützt
- Bauernhaus Keidler, denkmalgeschützt
- Burgruine Aufenstein

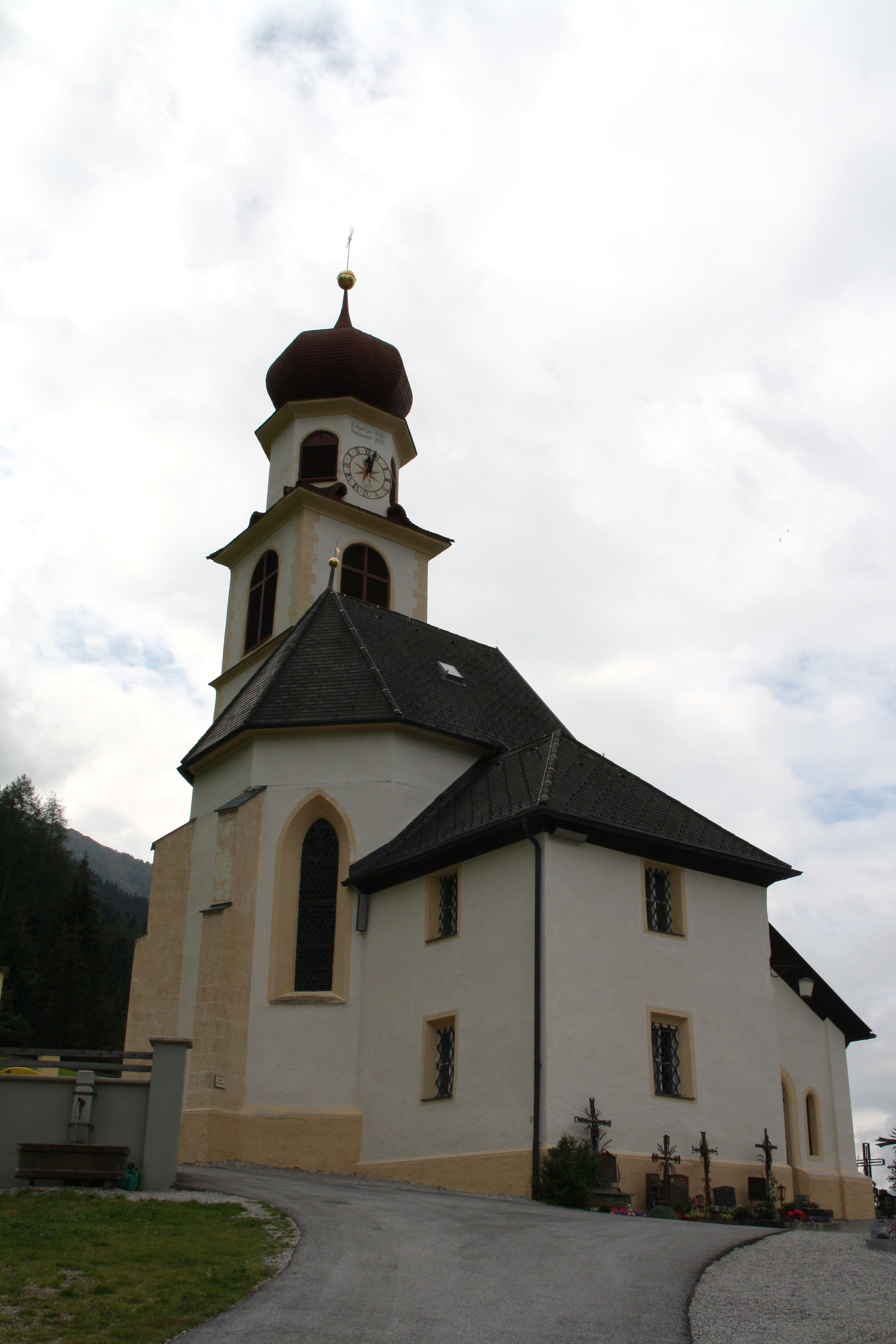
Die alte Kirche
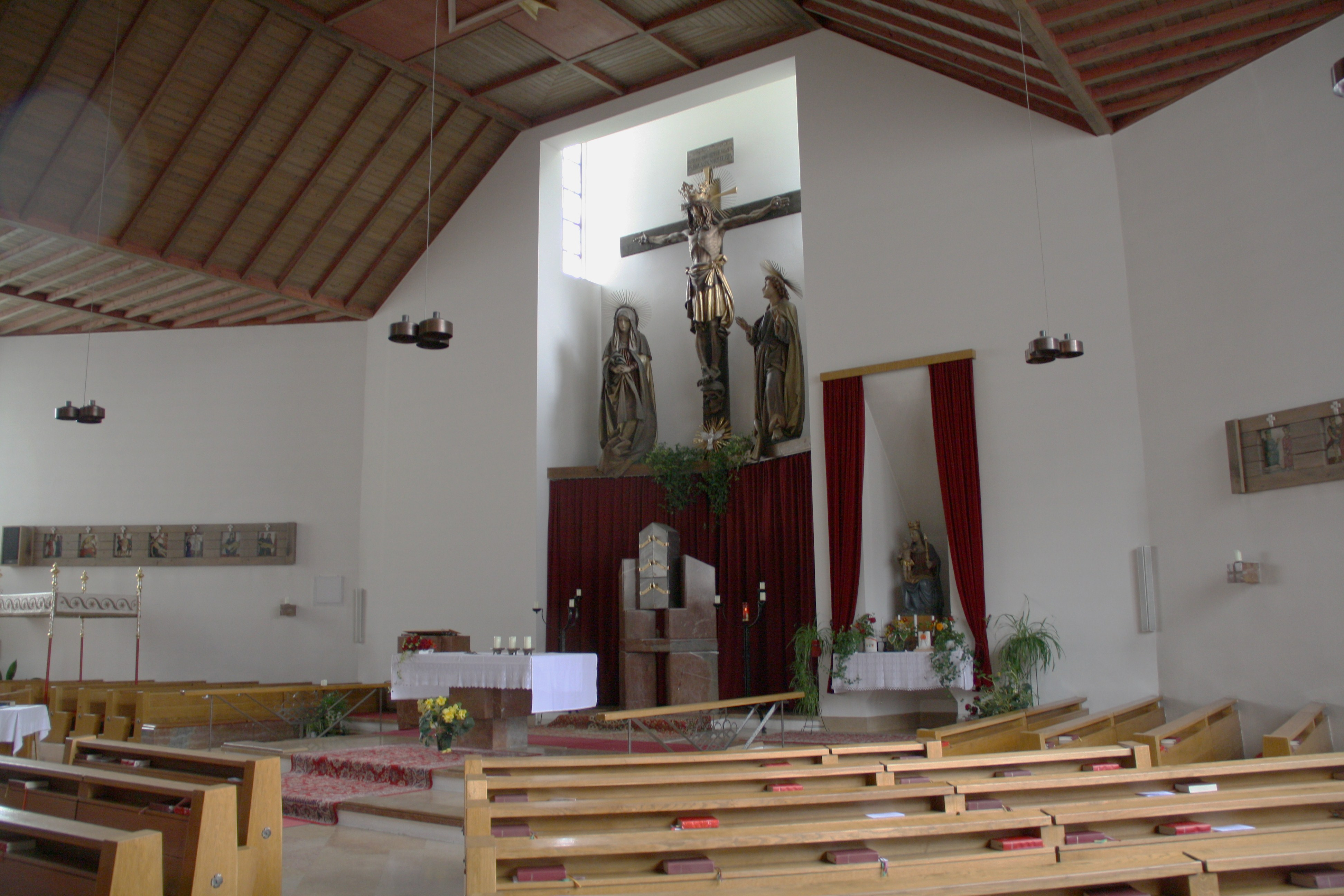
Interieur der modernen Kirche
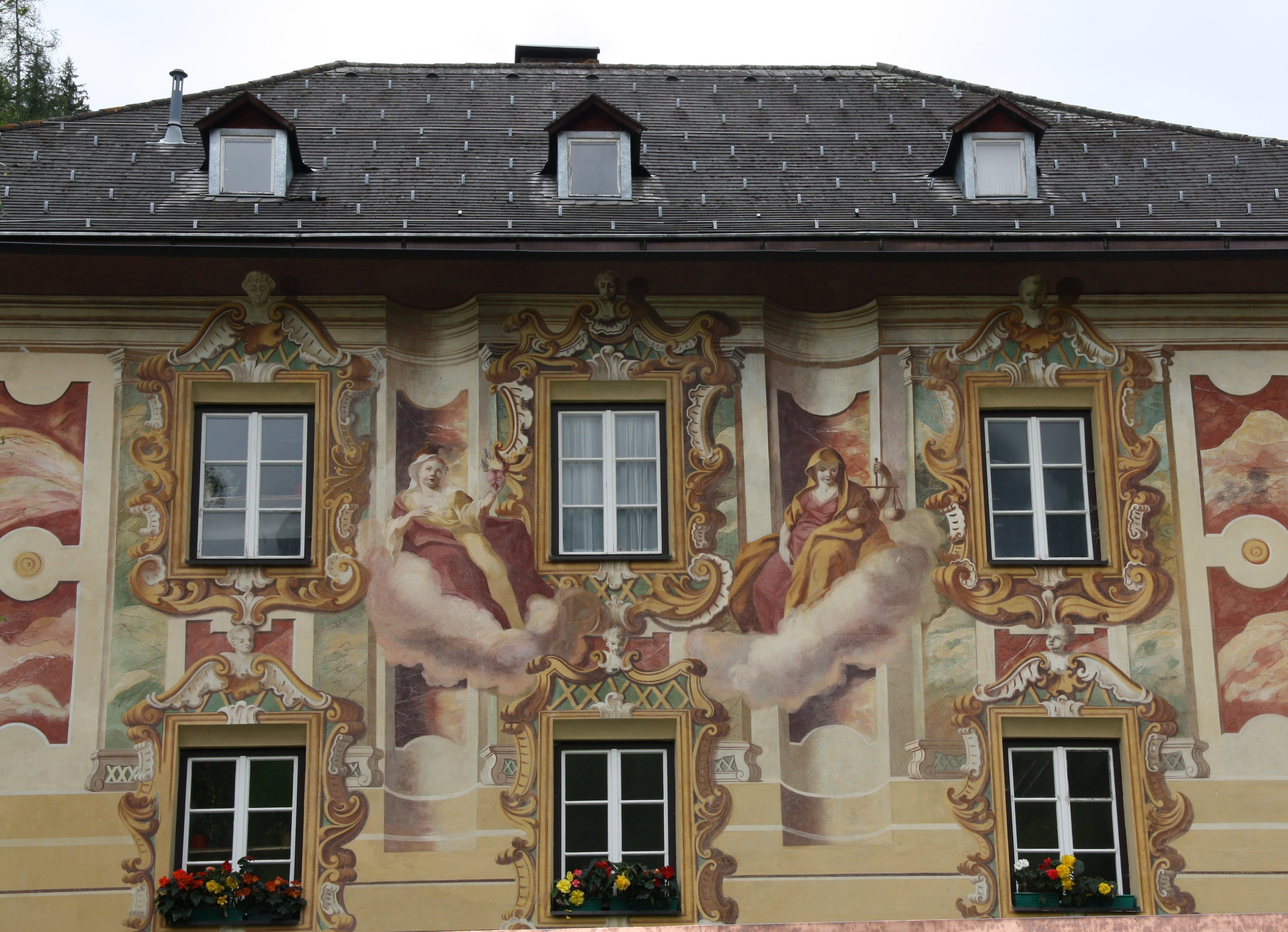
Widum, Lüftlmalerei
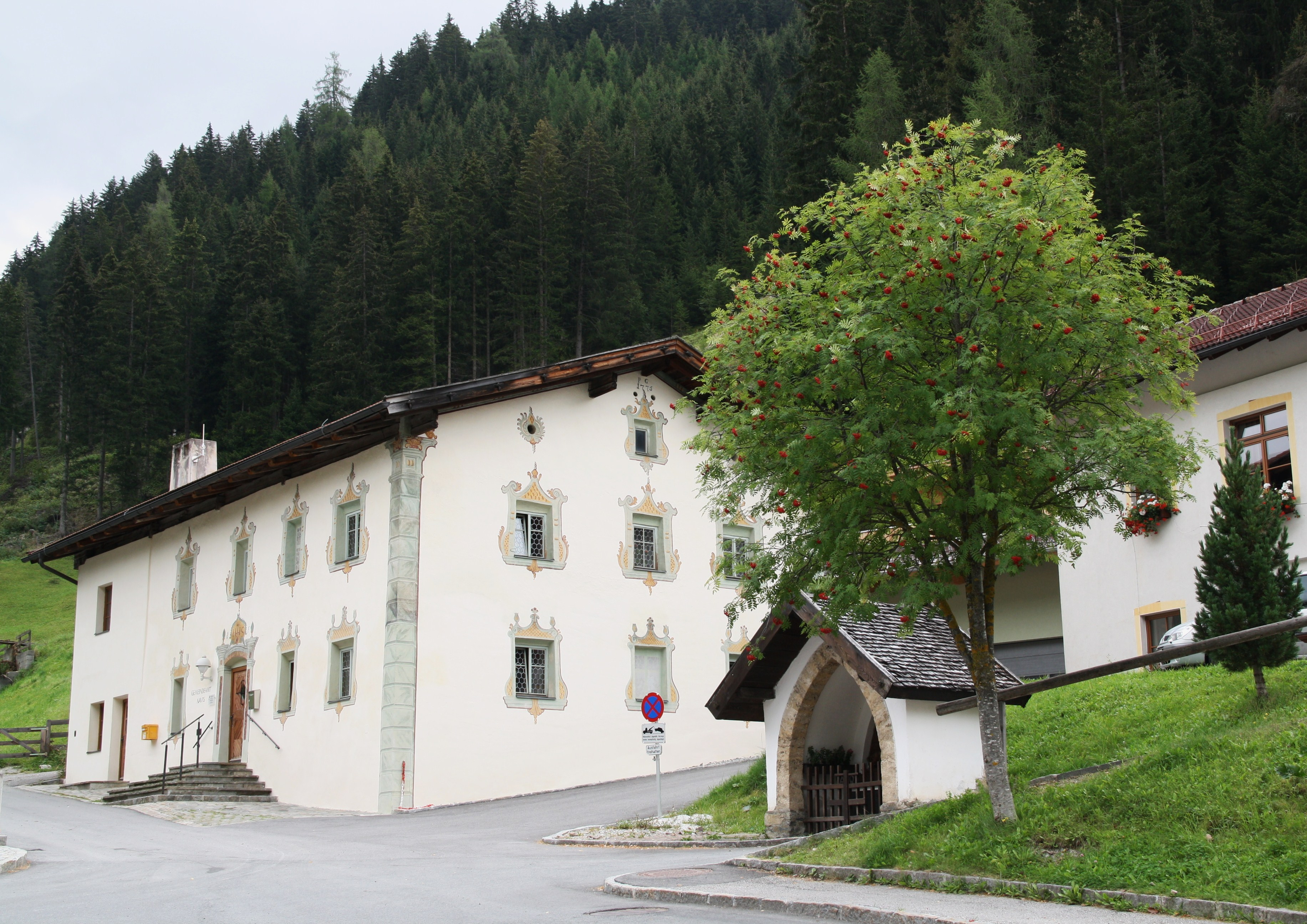
Gemeindehaus und Kriegerdenkmal
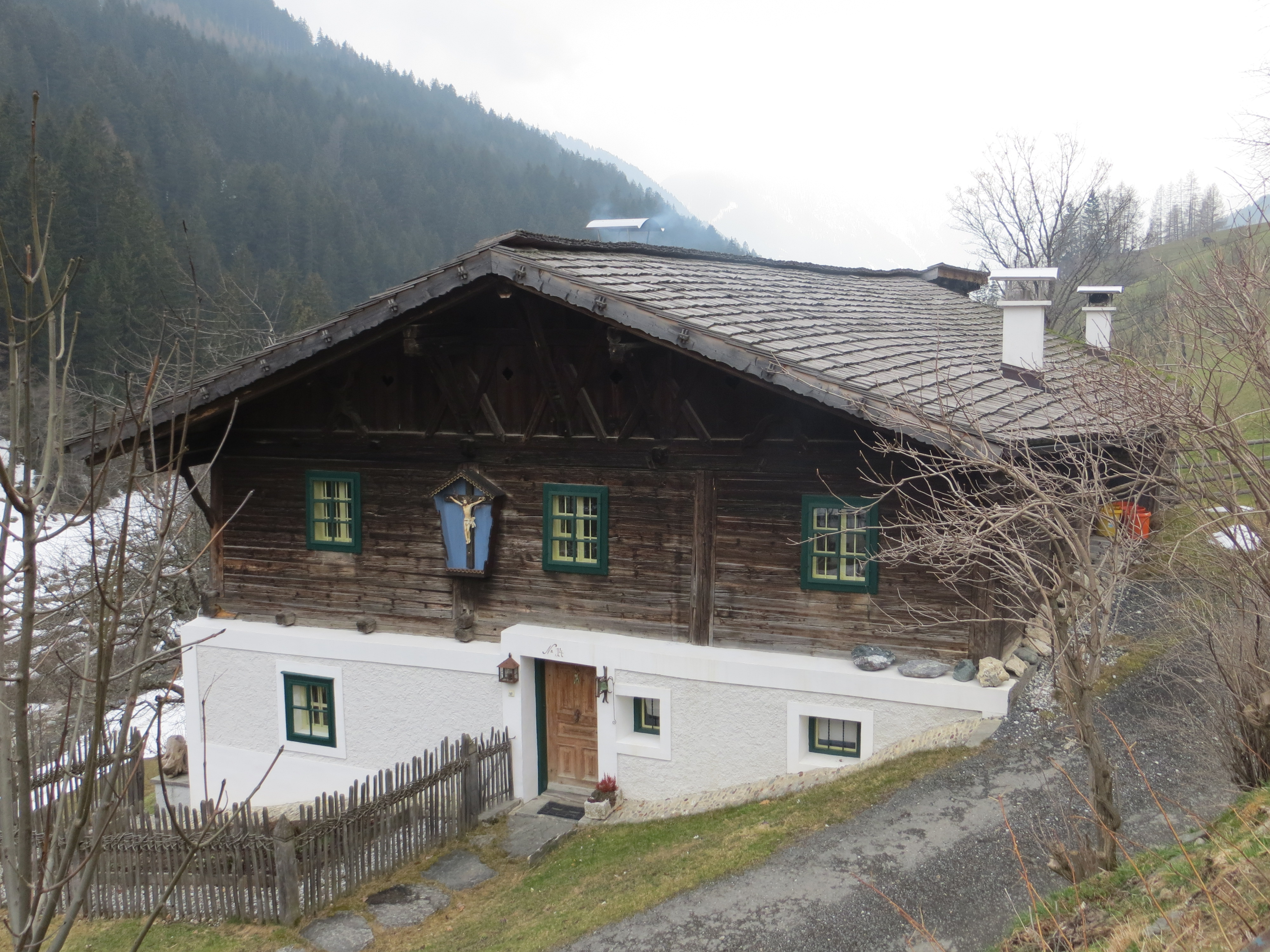
Kreidlerhof
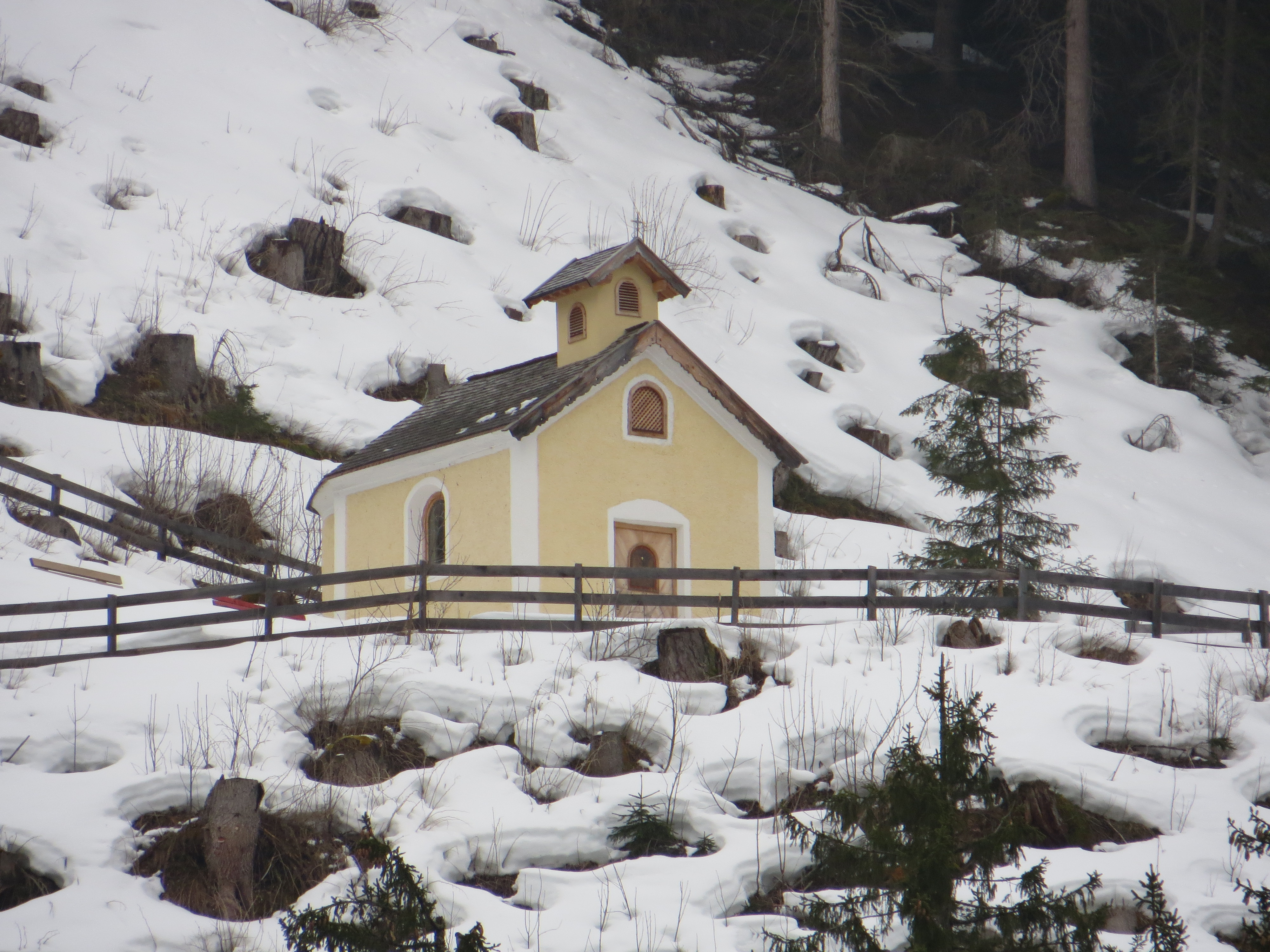
Lourdeskapelle

## Tourismus
Die Gemeinde Navis bzw. das Navistal gehört zum Tourismusverband Wipptal und seinen Seitentälern. Übernachtungsmöglichkeiten gibt es in Gasthöfen (Gasthof Eppensteiner, Naviser Hof), Privatunterkünften oder in Ferienwohnungen. Auf manchen Almen und Hütten, wie der Naviser Hütte kann auch übernachtet werden.

### Sommer
Das Navistal ist ein naturbelassenes Tal und für seine prächtige und vielfältige Alpenflora bekannt. Eine besondere Attraktion ist die „Naviser Almenrunde“, eine Wander- und Radtour von Alm zu Alm im hinteren Navistal, wo es mehrere bewirtschaftete Almen gibt. Im Ortszentrum gibt es einen E-Bike Verleih. Neben dem ausgeprägten MTB-Wegenetz gibt es auch ein umfangreichen Wanderwegenetz in den Tuxer Alpen. Besonders sehenswert ist der Lizumer Reckner mit seinem dunklen Gestein.

### Winter
Im Winter gehört das Tal mit seiner Höhenlage (über 1300 m) zu den schneesicheren Orten. Der Ort ist idealer Ausgangspunkt für mehrere Skitouren, z. B. zum Naviser Kreuzjöchl. Für Skifahrer-Anfänger und Kinder gibt es bei passenden Schneeverhältnissen einen kleinen Gemeindeschlepplift am Ortsende. Auch abseits der einsamen Hänge bietet Navis einige Winteraktivitäten für die ganze Familie – von präparierten Rodelbahnen bis Schneeschuhwanderungen und Winterwanderwegen durch verschneite Wälder und Wiesen.